# Museu da Cidade do Recife - Forte das Cinco Pontas
O Museu da Cidade do Recife é um museu brasileiro localizado no Recife, capital de Pernambuco.

## História
Foi instalado em 1982, Forte de São Tiago das Cinco Pontas, na zona sul da cidade, e faz parte da Secretaria de Cultura da Prefeitura do Recife.
Desde a sua criação, o museu opera em uma construção portuguesa de pedra e cal construída por cima do forte holandês, feito de madeira e terra. 

## Acervos
Os documentos iconográficos que compõe o acervo do museu são voltados para a preservação da história urbana, cultural e social do Recife. Entre eles, estão mais de 250 mil imagens, 2.560 livros e revistas, 1.898 peças digitalizadas - entre elas, mapas, plantas e projetos de arquitetura -, 146 azulejos dos séculos XVII ao XIX, três portas e duas imagens de santos da Igreja do Senhor Bom Jesus dos Martírios, já demolida.
O museu é um espaço de exposições de fotos, ilustrações e eventos que celebram e rememoram a cidade, disponibilizando ainda livros, revistas, fotos e mapas para pesquisas, por meio de agendamento de horário. A casa também aceita doações de livros, dissertações e teses que tratem da cidade de Recife, permitindo obter um acervo mais completo de informações e estudos relevantes sobre a região. 